# OPTi
OPTi Inc. ist ein US-amerikanisches Technologieunternehmen, das im Jahr 1989 in Milpitas, Kalifornien gegründet wurde.

## Geschichte
In den frühen 1990er Jahren war OPTi Inc. einer der großen Hersteller von Computer-Chipsätzen sowie von Audioprozessoren für Intels IA-32 Architektur. Im Jahre 1995 erzielte OPTi Inc. einen Jahresumsatz von über 163 Millionen US-Dollar bei einem Gewinn von über 11 Millionen US-Dollar.
Mit wachsender Dominanz Intels in dem Bereich Chipsätze versuchte OPTi Inc. in den späten 1990er Jahren erfolglos die Produktpalette auf den Bereich mobiler Computer auszurichten. Im Jahr 2002 gliederte OPTi Inc. alle Produktions- und Marketing-Aktivitäten in ein separates Unternehmen OPTi Technologies Inc. mit Sitz in Palo Alto aus. 
Das Geschäftsmodell von OPTi Inc. besteht seitdem aus der Lizenzierung von Patenten an Halbleiterhersteller. So schlossen Intel und Nvidia in den Jahren 1999 bzw. 2006 Lizenzabkommen mit OPTi. Außerdem bekam OPTi Inc. von einem texanischen Gericht im Jahr 2009 19 Millionen US-Dollar für eine Patentverletzung von Apple zugesprochen, AMD zahlte 2010 im Rahmen einer außergerichtlichen Einigung in einem Patentverletzungs-Verfahren 32 Millionen US-Dollar an OPTi Inc. Ende 2010 verzichtete Apple auf eine Berufung im Patentstreit mit OPTi Inc.

## Produkte

### Audioprozessoren

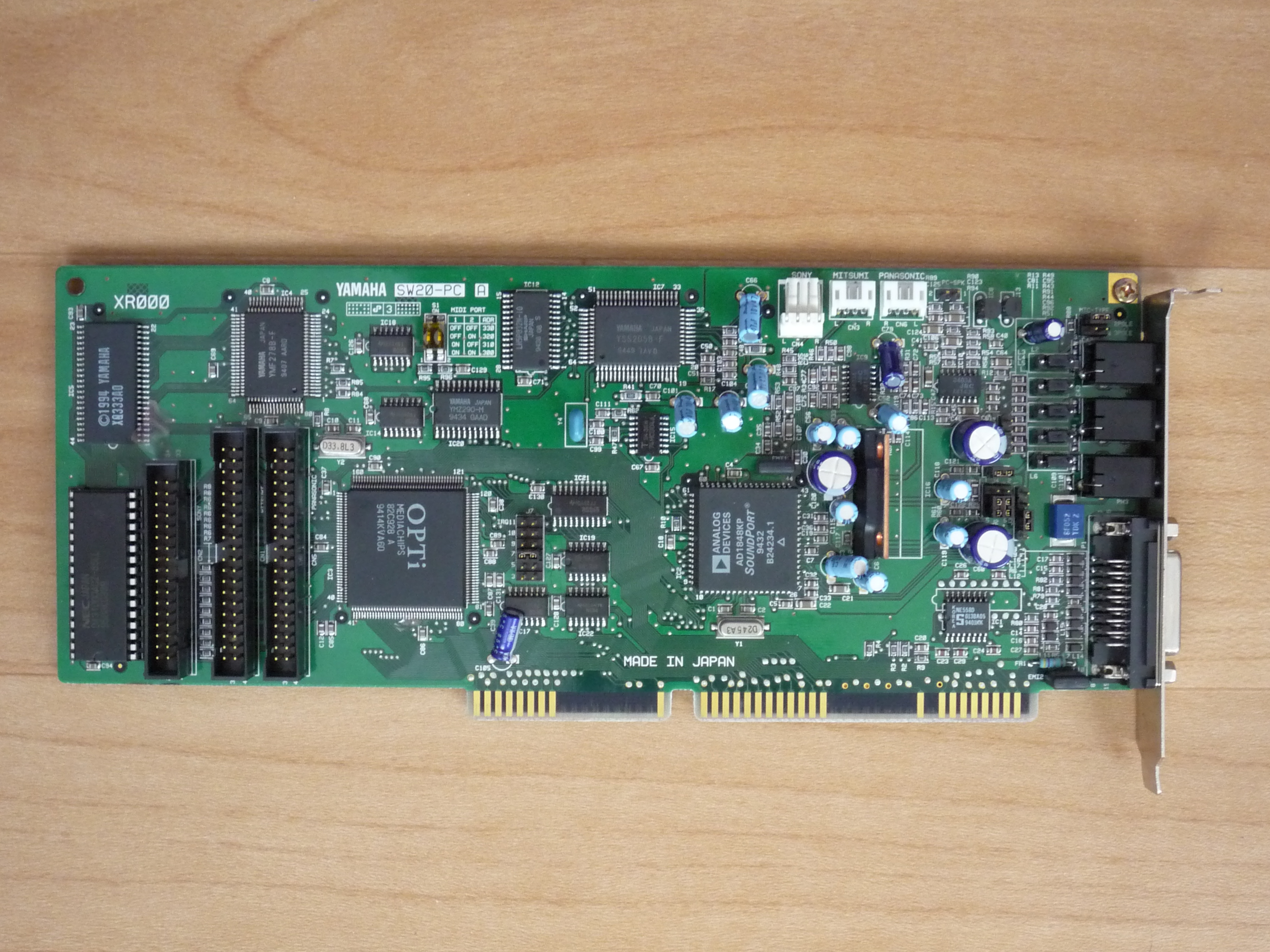
Yamaha Sound Edge SW20 PC mit OPTi Mediachips Audioprozessor

- OPTi Mediachips

### Chipsätze
- OPTi Viper
- OPTi Python